# Chiese rupestri di Ivanovo
Le chiese rupestri di Ivanovo (in bulgaro Ивановски скални църкви, Ivanovski skalni tsarkvi) sono un gruppo di chiese, cappelle e monasteri scavati nella solida roccia e assolutamente diversi da ogni altro complesso monasteriale della Bulgaria; esse si trovano vicino al villaggio di Ivanovo, 20 chilometri a sud della città di Ruse, sugli alti argini rocciosi del fiume Rusenski Lom, 32 m al di sopra del fiume. Il complesso è famoso per i suoi splendidi e ottimamente conservati affreschi medievali.

## Storia
Le grotte della regione sono state abitate da monaci fin dal 1320, quando il complesso venne fondato dal Patriarca di Bulgaria Joachim, fino al XVII secolo. Nel sito essi scavarono chiese, cappelle e celle nella roccia. Al picco più alto della storia del monastero vi erano circa 40 chiese, con circa altri 300 edifici annessi, la maggior parte dei quali non si è conservato fino ai giorni nostri.
Sovrani del Secondo impero bulgaro come Ivan Alessandro e Ivan Asen II fecero frequenti donazioni al complesso monasteriale, come testimoniato dai ritratti dei donatori presenti in alcune delle chiese. Altri patroni comprendono nobili della capitale Veliko Tărnovo, con cui il monastero aveva stretti rapporti durante il XIII e XIV secolo.
Il complesso fu un centro di esicasmo in Bulgaria durante il XIV secolo e continuò ad esistere anche nei primi anni di dominio ottomano sulla regione, anche se lentamente decadde. Il complesso monasteriale deve molto della sua fama agli affreschi del XIII e XIV secolo, conservatisi in 5 delle chiese sopravvissute ai secoli, ritenuti un meraviglioso esempio di arte bulgara medievale.

## Gli edifici
Fra gli edifici ricordiamo la cappella dell'Arcangelo Michele (la "chiesa sepolta"), il Battistero, la cappella Gospodev Dol, la chiesa di San Teodoro (la "chiesa demolita") e la chiesa della Santa Madre di Dio, in cui si trovano i murali probabilmente più famosi, ritenuti come i l'esempio più rappresentativo di arte bizantina durante il periodo dei Paleologi.
Negli edifici si sono conservate anche molte antiche iscrizioni, compresa la famosa iscrizione del monaco Ivo Gramatik del 1308-1309.
Nel 1979 le chiese rupestri di Ivanovo sono state inserite nell'elenco dei Patrimoni dell'umanità dell'UNESCO.

## Galleria d'immagini

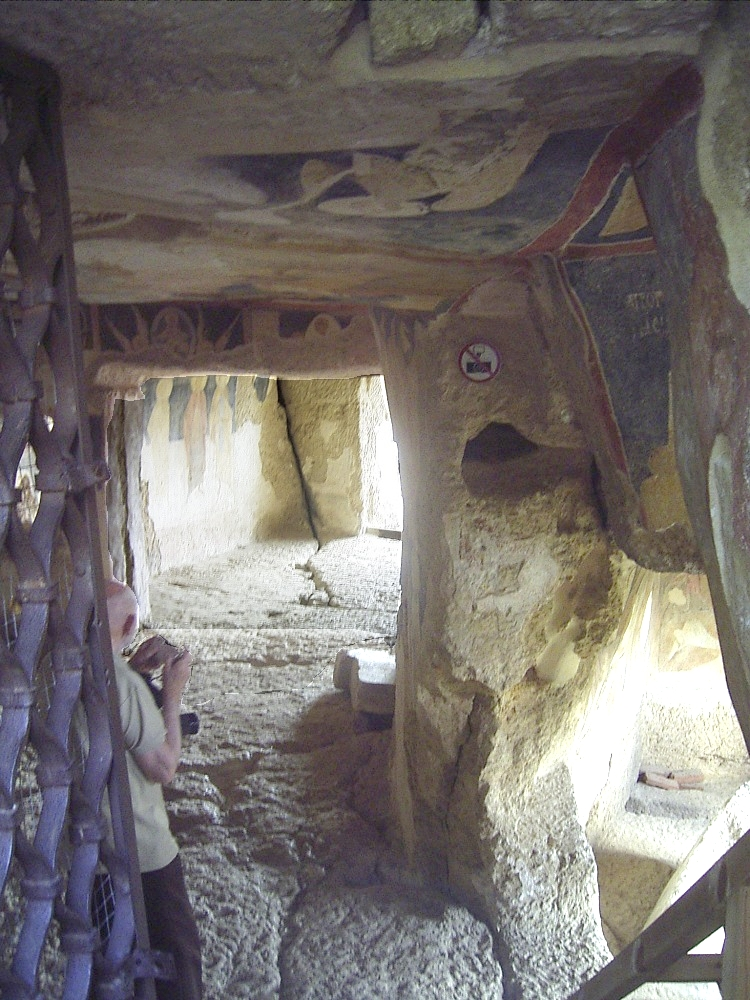
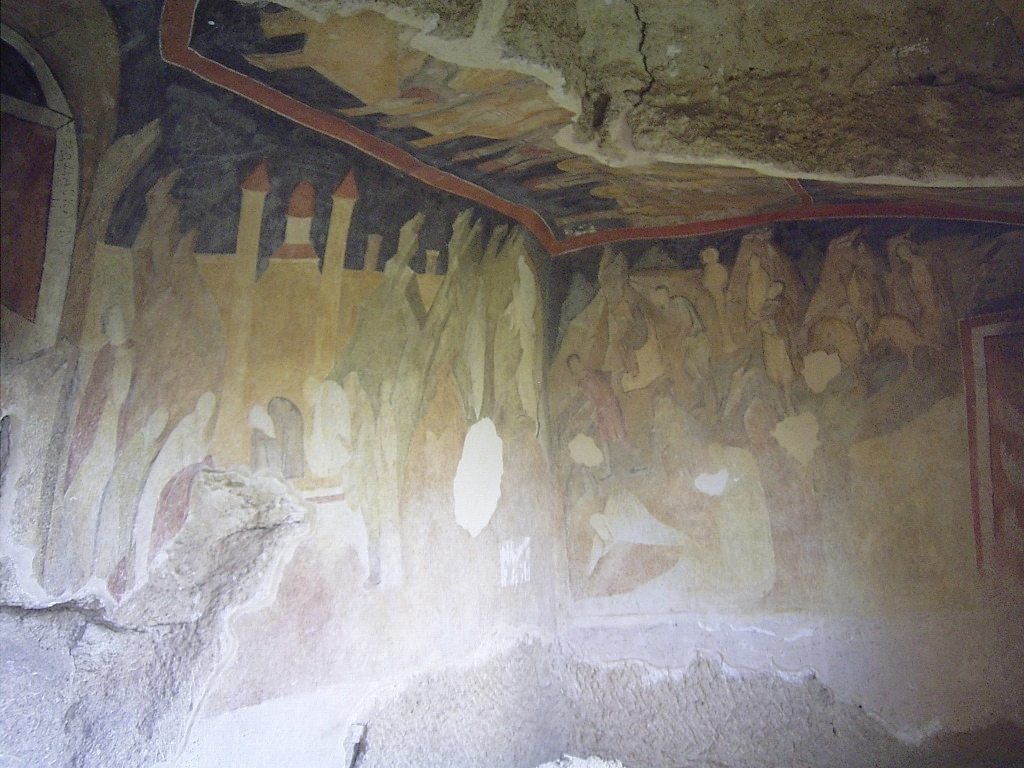
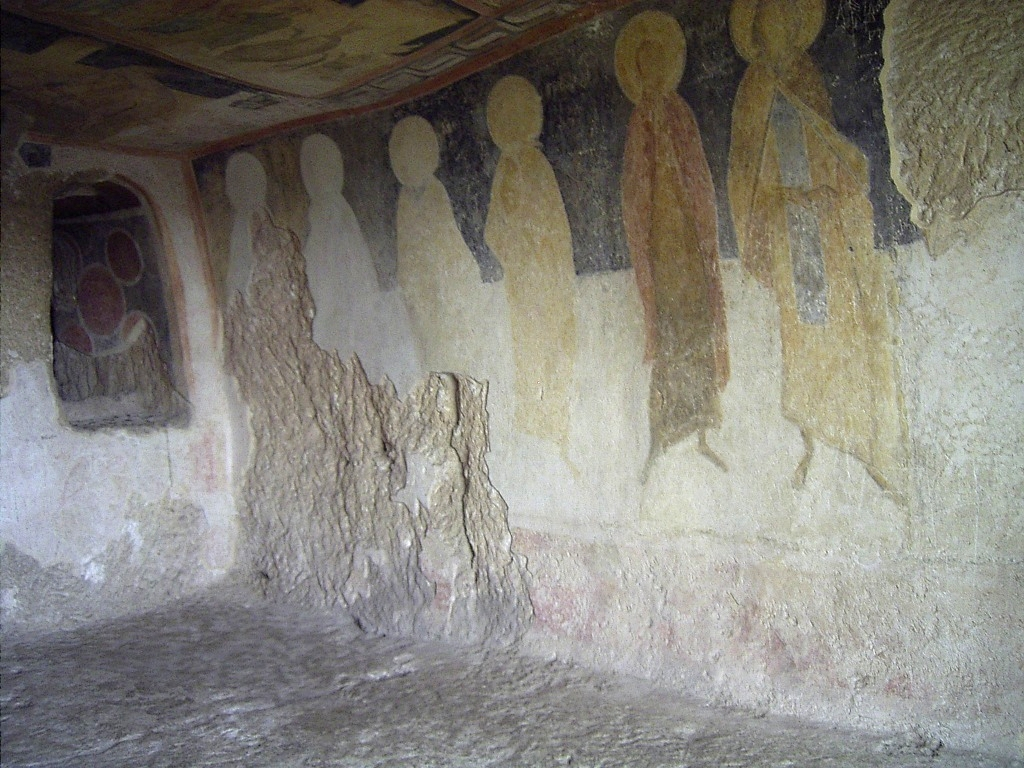
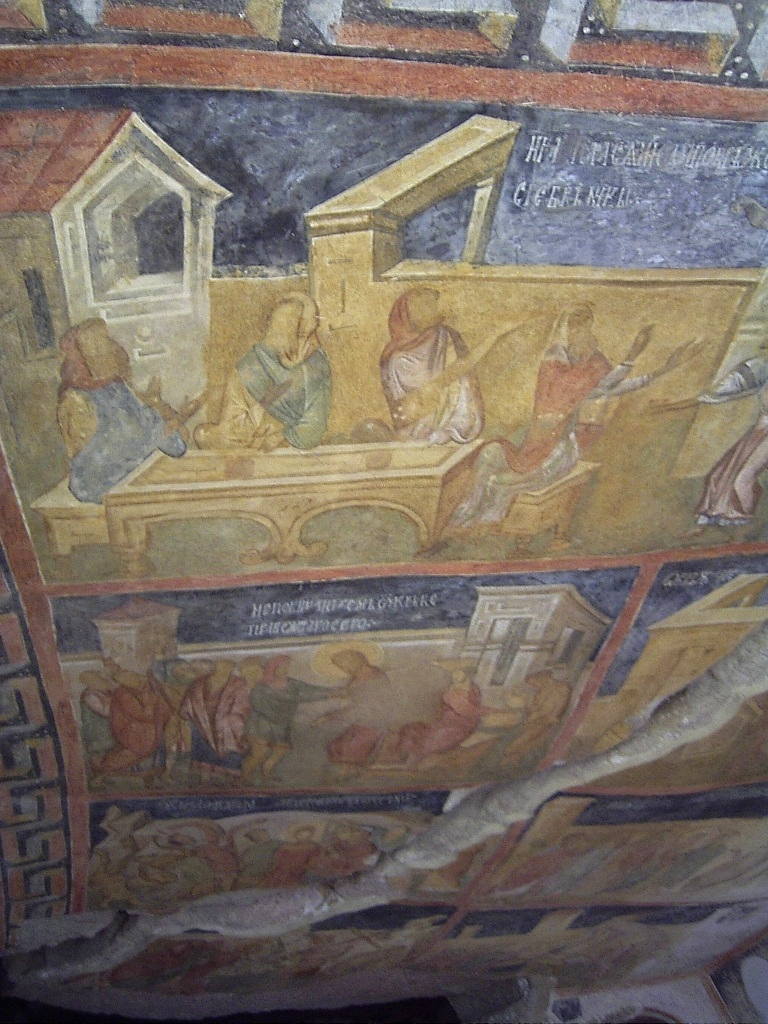
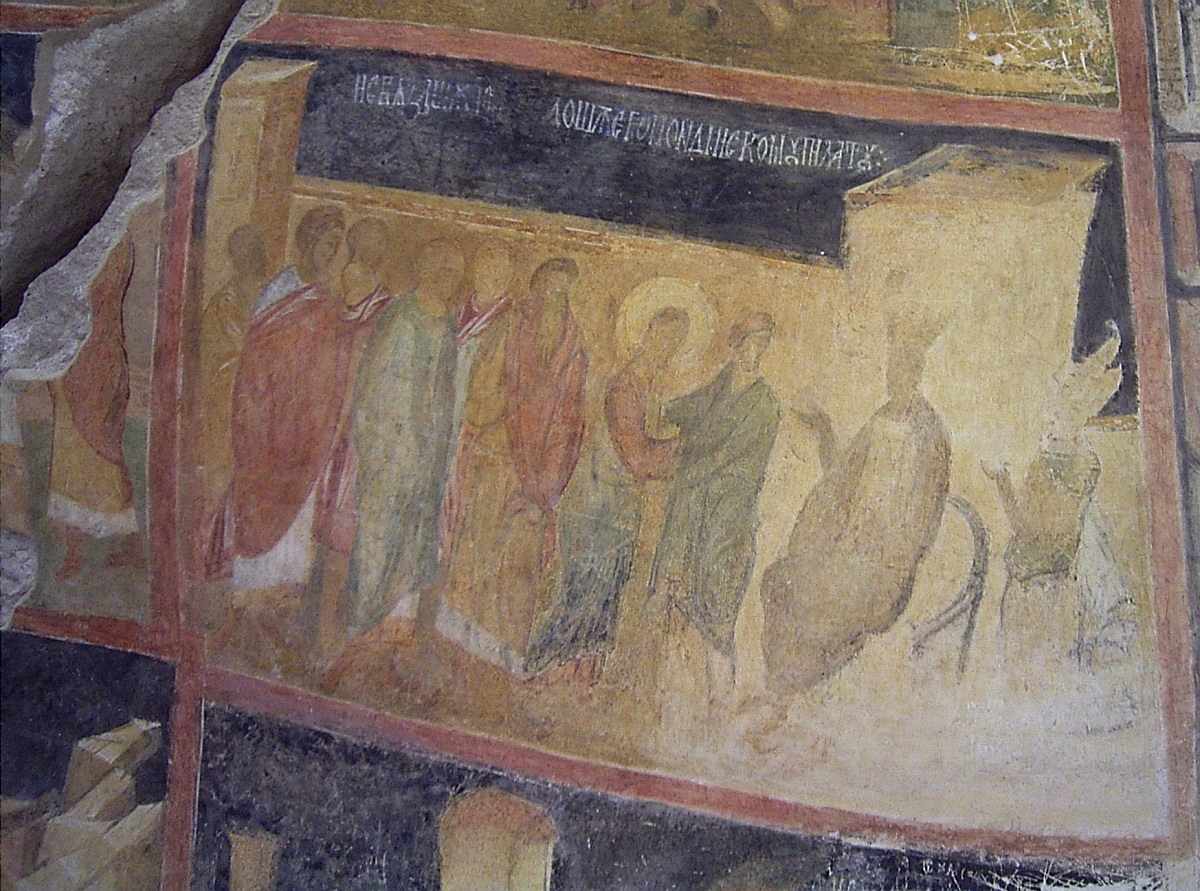